# اندری اولینیک (بازیکن فوتبال، متولد ۱۹۸۶)
اندری اولینیک (اوکراینی: Андрій Олегович Олійник؛ زادهٔ ۱۶ ژانویهٔ ۱۹۸۶) بازیکن فوتبال اهل اوکراین است.